# Slowinzen

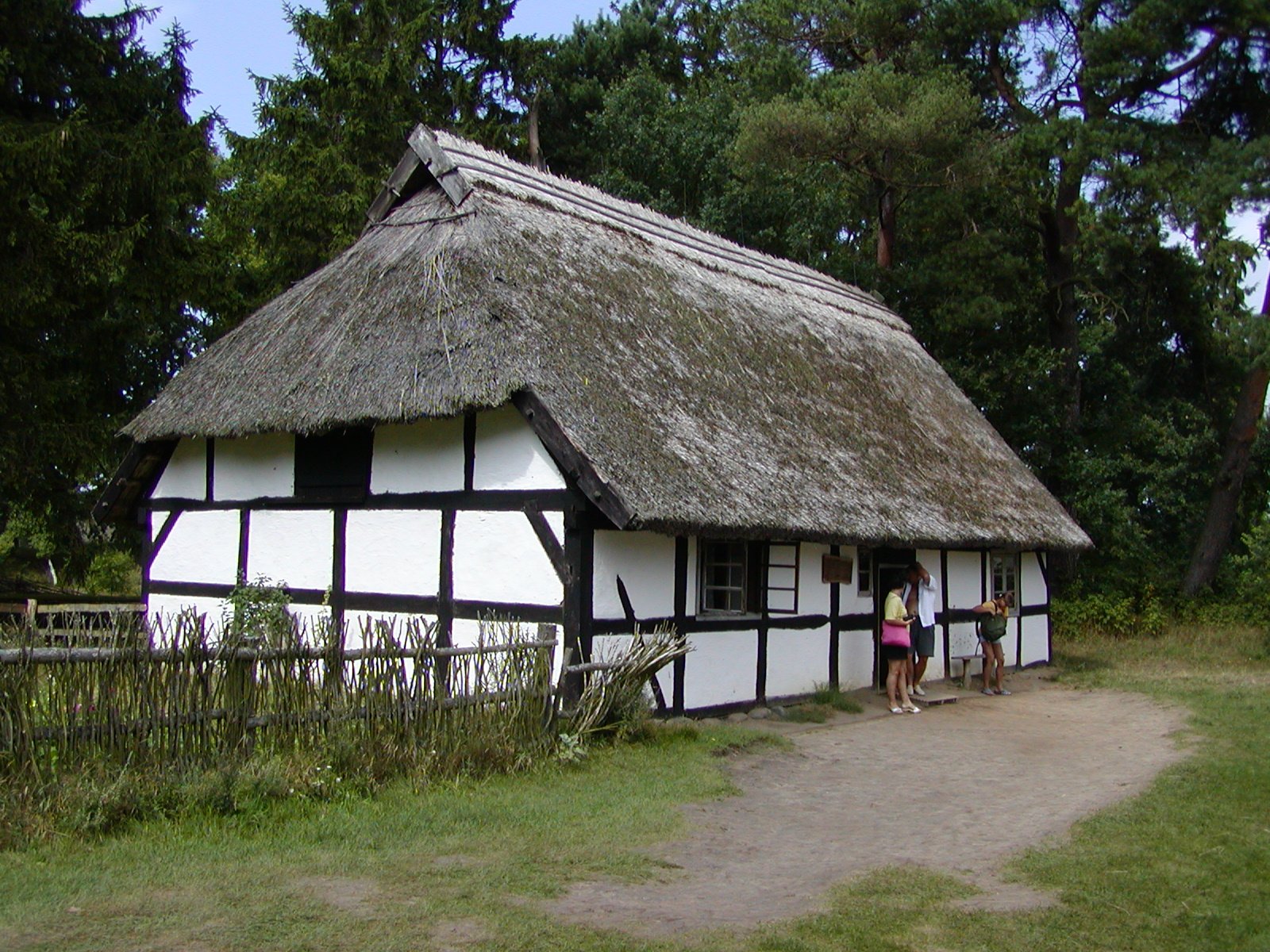
Freilichtmuseum Slowinzisches Dorf in Kluki

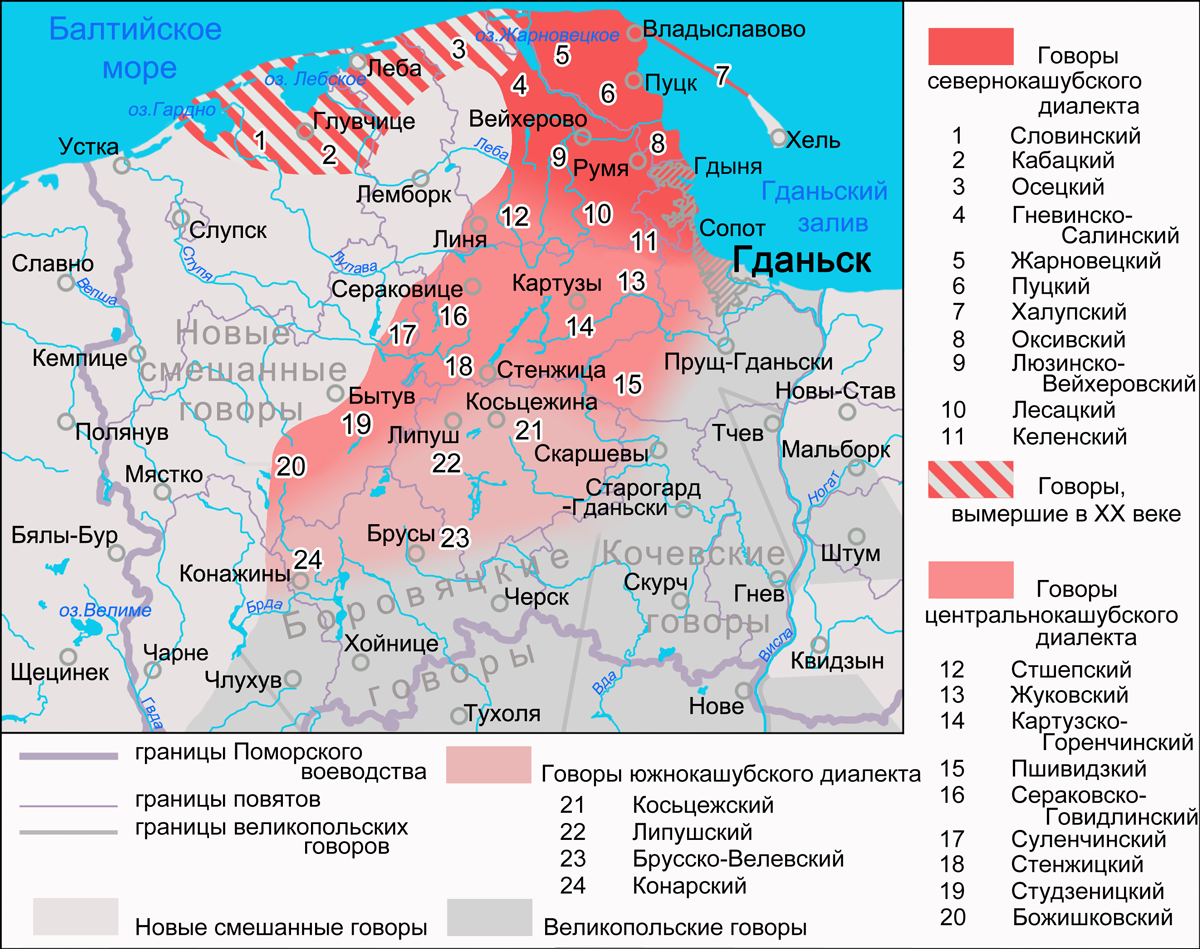
Karte der kaschubischen Dialekte. Die im 20. Jahrhundert ausgestorbenen lebakaschubischen Dialekte (2 und 3) und Slowinzisch (1) sind schraffiert.

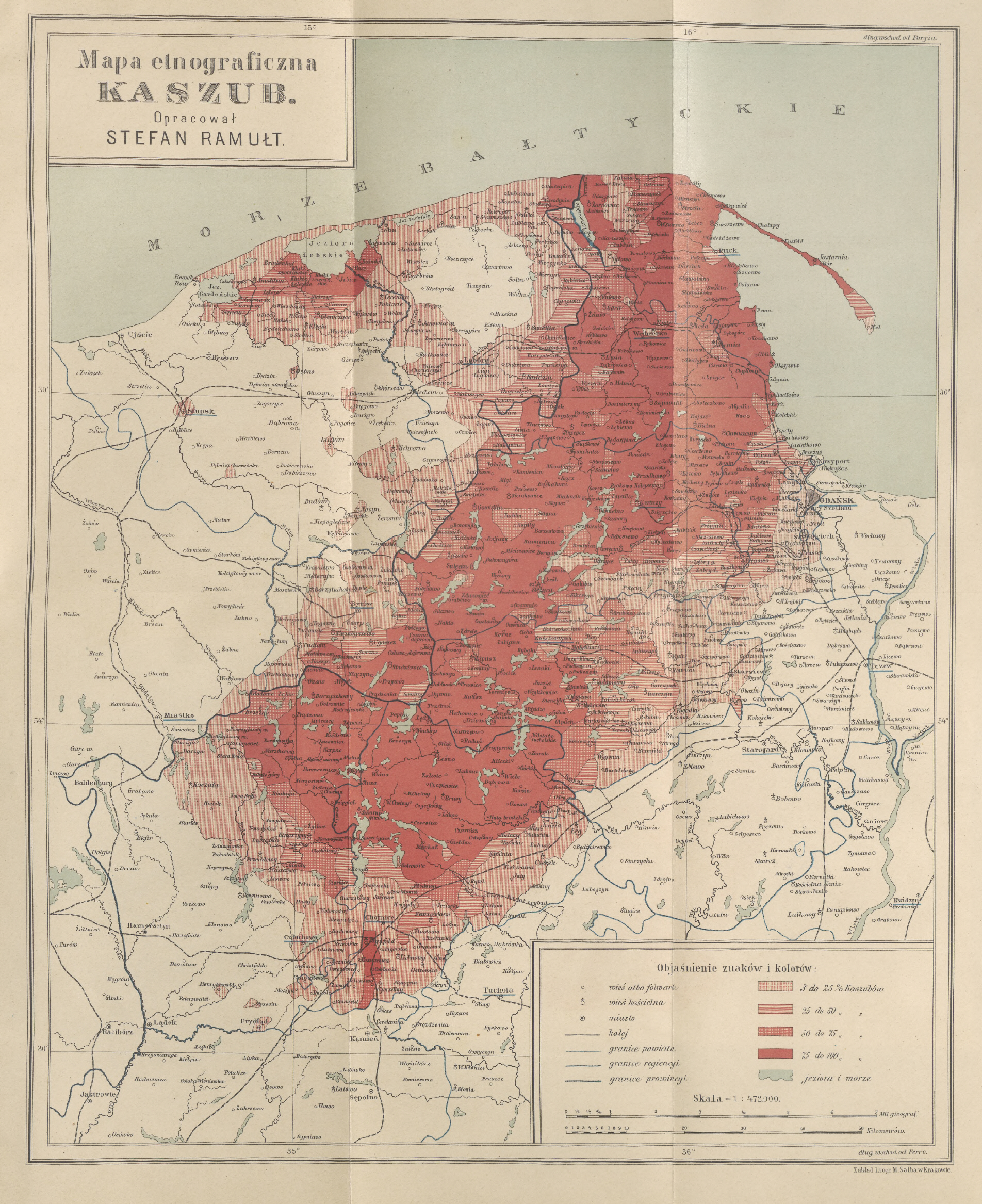
Karte kaschubischer Bevölkerungsanteile nach dem Lemberger Kaschubologen Stefan Ramułt 1899. Die evangelisch-lutherischen Sprecher im Nordwesten, in Hinterpommern wurden seit dem 19. Jahrhundert oft als „Slowinzen“ klassifiziert.

Die Slowinzen oder Slovinzen (slowinzisch Slɵvjĩnstvɵ; Sg. masc. Slɵvjĩnc, Sg. fem. Slɵvjĩncă; kaschubisch Słowińcë; polnisch Słowińcy) waren ein westslawisches Volk (Ethnie), das im Slowinzischen Küstenland in Hinterpommern lebte. Ihr Siedlungsgebiet befand sich etwa zwischen den Städten Stolp (Słupsk) und Leba (Łeba), heute zur polnischen Woiwodschaft Pommern gehörig. Entgegen früheren Vermutungen ist die Selbstbezeichnung wahrscheinlich nicht sehr alt, sondern eine Übernahme der Fremdbezeichnung Slawen; ältere, dominierende Selbstbezeichnung war Kaschuben.
Etwa seit Mitte des 19. Jahrhunderts wurden im weiteren Sinne alle evangelischen Slawen/Kaschuben im Osten Hinterpommerns, die sich religiös-kulturell von den römisch-katholischen Kaschuben in Westpreußen, vorher Pommerellen unterschieden, als Slowinzen bezeichnet, seltener auch als Lebakaschuben. Im engeren, linguistisch genauer unterscheidenden Sinne wurden dagegen nur die vom Kaschubischen deutlich abweichenden Dialekte südlich des Garder Sees bis zum Südwestufer des Lebasees als Slowinzisch bezeichnet und deren Sprecher als Slowinzen, weil hier die Selbstbezeichnung auch häufiger war. Ob sie eine Gruppe besonderer Dialekte der kaschubischen Sprache oder eine eigene slowinzische Sprache bildeten, wird verschieden eingeordnet. Die ebenfalls evangelischen Sprecher der Dialekte weiter östlich in Hinterpommern, die eindeutig zu den kaschubischen Dialekten gehörten, wurden in dieser genaueren Einteilung als Lebakaschuben von den Slowinzen unterschieden.
Bereits seit dem 16./17. Jahrhundert wurden die slowinzischen und lebakaschubischen Dialekte schrittweise von der deutschen bzw. niederdeutschen Alltagssprache verdrängt, die Sprecher gingen also zum Deutschen über und wurden in die deutsche Bevölkerung assimiliert. Mitte des 19. Jahrhunderts waren sie schon auf voneinander isolierte Rückzugsgebiete beschränkt, Slowinzisch in Dörfern der heutigen Gmina Smołdzino (Landgemeinde Schmolsin), Lebakaschubisch in mehreren kleinen, voneinander getrennten Restgebieten; in den Nachbardörfern sprachen nur noch ältere Menschen die Dialekte. 1913 beherrschten auch in diesen Dörfern nur noch ältere Menschen die Dialekte vollständig, mittlere Generationen nur unvollständig oder verstanden sie nur noch passiv und die jüngste Generation beherrschte nur noch Deutsch. Die letzten voll kompetenten Slowinzisch-Sprecher starben wahrscheinlich um den Zweiten Weltkrieg oder kurz danach in Kluki (Klucken), die letzten Lebakaschubisch-Sprecher schon eher, vor dem Ersten Weltkrieg oder kurz danach.

## Ursprung des Namens und der Unterscheidung von den östlichen Kaschuben
Sie selbst bezeichneten sich nach heutiger Mehrheitsmeinung wohl anfangs als Kaschuben. Die Namen Slowinzen und Lebakaschuben sind Xenonyme, die zwar aus der einheimischen slowinzischen/kaschubischen Sprache kommen, aber dort wohl erst seit dem Ende des 18. Jahrhunderts von deutschen Pfarrern und Forschern eingeführt worden sind. So bezeichneten wahrscheinlich erst Karl Gottlob von Anton, Propst A.T. Kummer aus Groß Garde (1835) und Propst Gottlieb Leberecht Lorek die nicht deutschsprachigen Einheimischen Hinterpommerns als „Slawen“ oder als „Kassuben am Leba-Strome“, was diese wohl danach selten in der Form slovinci (in einigen Dörfern auch slověnci/slavinci ausgesprochen) oder kaszëbi nad Łebom teilweise übernahmen.
Alexander Fjodorowitsch Hilferding glaubte später wahrscheinlich irrtümlich, der Name „Slowinzen“ sei die ursprüngliche Selbstbezeichnung. Hilferding hat diesen Namen auch benutzt, um den kleineren evangelisch-lutherischen Teil von den östlicheren katholischen Kaschuben in Westpreußen (zuvor die polnische Region Pommerellen) zu unterscheiden, was sich danach teilweise durchsetzte. Viele deutsche Wissenschaftler des 19. Jahrhunderts lehnten den Begriff Slowinzen für die westlichen evangelischen Kaschuben in Hinterpommern ab, wie auch Hilferdings Vermutung, der Name „Slowinzen“ sei gegenüber dem Namen „Kaschuben“ die ältere Selbstbezeichnung; einzige Ausnahme war Friedrich Lorentz, der schon im 16./17. Jahrhundert Verwendungen des Namens „Slowinzen“ ausmachte. Polnische Wissenschaftler haben diese Einstellung erst ab 1990 unterstützt. Heutzutage halten nur einzelne polnische Wissenschaftler den Namen Slowinzen für älter als aus dem 18. Jahrhundert. Der Streit um die ethnische Sonderstellung der Slowinzen gegenüber den Kaschuben wurde auch in der polnischen Wissenschaft nachsozialistischer Zeit geführt. Während der Regionalhistoriker Jerzy Treder die ethnische Sonderstellung bis zu seinem Tod vertrat, bestritt sie der Regionalhistoriker Zygmunt Szultka, besonders weil die Vorfahren der Kaschuben und Slowinzen schon in der slawischen Stammeszeit des 7.–9. Jahrhunderts einen gemeinsamen Stammesverband bildeten. Der Ethnologe Mariusz Filip aus Poznań kritisiert hinter diesem Ansatz ein zu objektivistisches Verständnis von Ethnien, die in Wahrheit historisch immer wieder sozial konstruiert werden und arbeitet mehrere Sondermerkmale heraus, die später zu eigenen Identitäten führen könnten: das auch von den übrigen Kaschuben abgeschottete Siedlungsgebiet, die evangelisch-lutherische Konfession und sprachliche Besonderheiten, die selbst ihre deutschen Nachbarn wahrnahmen, als sie speziell die Sprecher slowinzischer Dialekte volkstümlich als „Istker“ bezeichneten, nach dem nur von ihnen verwendeten Wort istka (=deutsch: „ist“, polnisch: jest, kaschubisch: je).

## Sprache

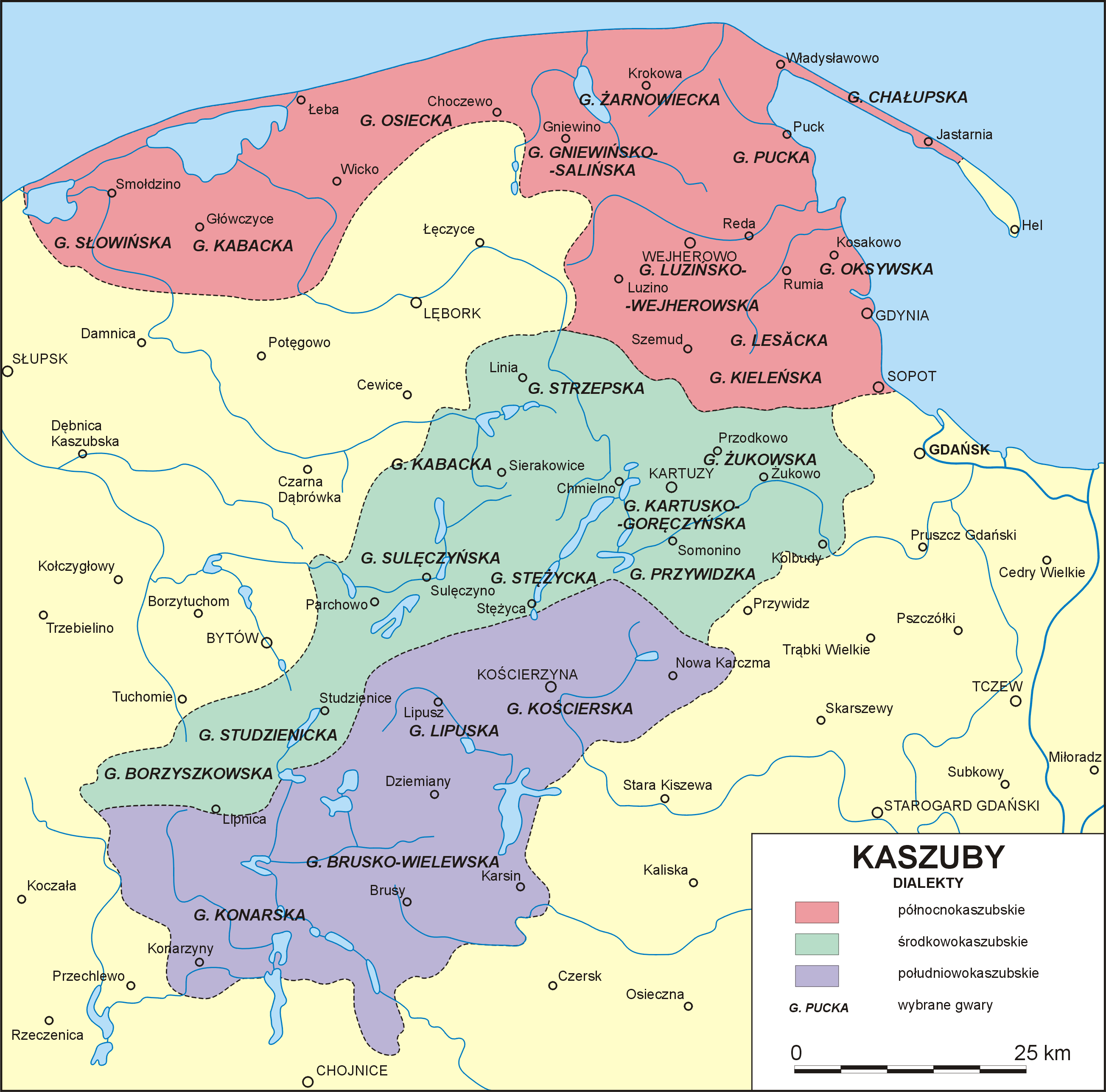
Karte kaschubischer Dialekte nach Friedrich Lorentz (1903), der Slowinzisch damals noch, anders als in späteren Schriften, als niederkaschubischen Dialekt einordnete. Die drei nordwestlichen Dialekte in Hinterpommern waren zu der Zeit schon auf einzelne Dörfer und ältere Menschen fragmentiert, wobei die anderen beiden eher verdrängt wurden als der slowinzische Dialekt.

Besonders der deutsche Slawist Friedrich Lorentz räumte in seinen späten Schriften der Unterscheidung von Kaschuben und Slowinzen (neben den etablierten konfessionell-kulturellen Unterschieden) auch eine teilweise linguistische Berechtigung ein. Nach seinen gründlichen Feldforschungen hatten besonders die eigentlichen slowinzischen Dialekte am Lebasee (nicht die östlicheren Dialekte bis zur Grenze nach Westpreußen) neben den ober-, mittel- und niederkaschubischen Dialekten eine Sonderstellung am Übergang zum westlicheren Pomoranischen, schon mit einigen Gemeinsamkeiten mit dem Polabischen, westlich von Pommern, und einigen archaischen Merkmalen. Bereits vorher unterschieden einige Forscher nicht nur zwischen evangelischen Slowinzen in Pommern und katholischen Kaschuben in Westpreußen, sondern unterteilten sie nach Dialekten, z. B. Hilferding und der deutsche Forscher Franz Tetzner 1899, die die westlichen eigentlichen Slowinzen und die östlicheren Lebakaschuben beidseits der Leba unterschieden, letztere meist noch nach Dialekt in die „Kabatken“ westlich der Leba und die „Osseken“ östlich davon (vgl. nebenstehende Dialektkarte in polnischer Sprache nach Lorentz).
Aus linguistischer Sicht wurden am Ende also nur die Sprecher des westslowinzischen Dialektes (südlich des Garder Sees) und des ostslowinzischen Dialekts (vom Garder See bis zum Südwestufer des Lebasees) als „Slowinzen“ bezeichnet, die östlicheren protestantischen Sprecher, deren früher ausgestorbener kabatkischer und ossekischer Dialekt zu den niederkaschubischen Dialekten gehörten, wurden dagegen als „Lebakaschuben“ bezeichnet.

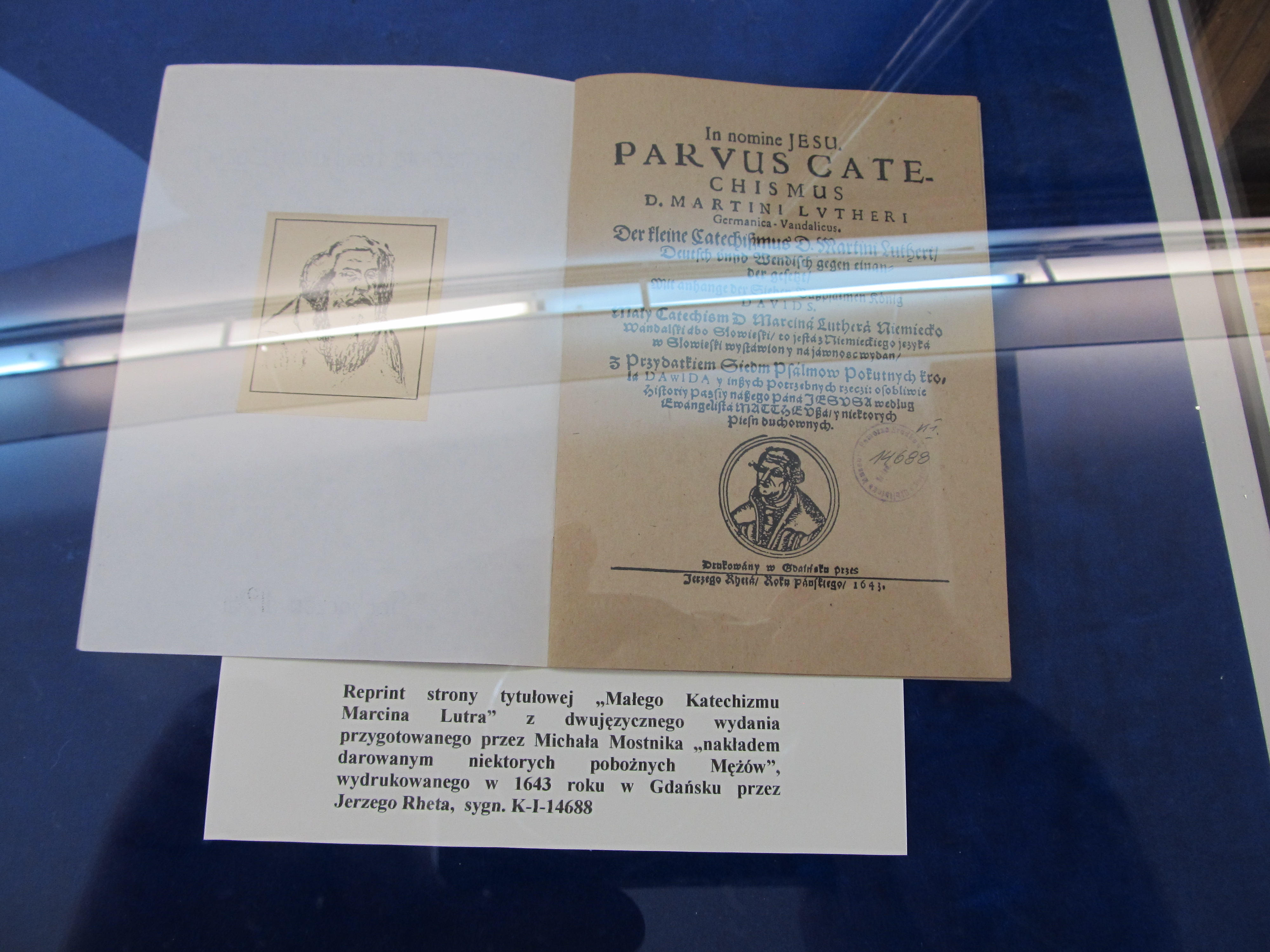
Titelseite der gedruckten Übersetzung des Kleinen Katechismus Luthers ins Pomerellen-Polnische von Michael Brüggemann 1653. Rechts ein Stich Luthers, links von Brüggemann.

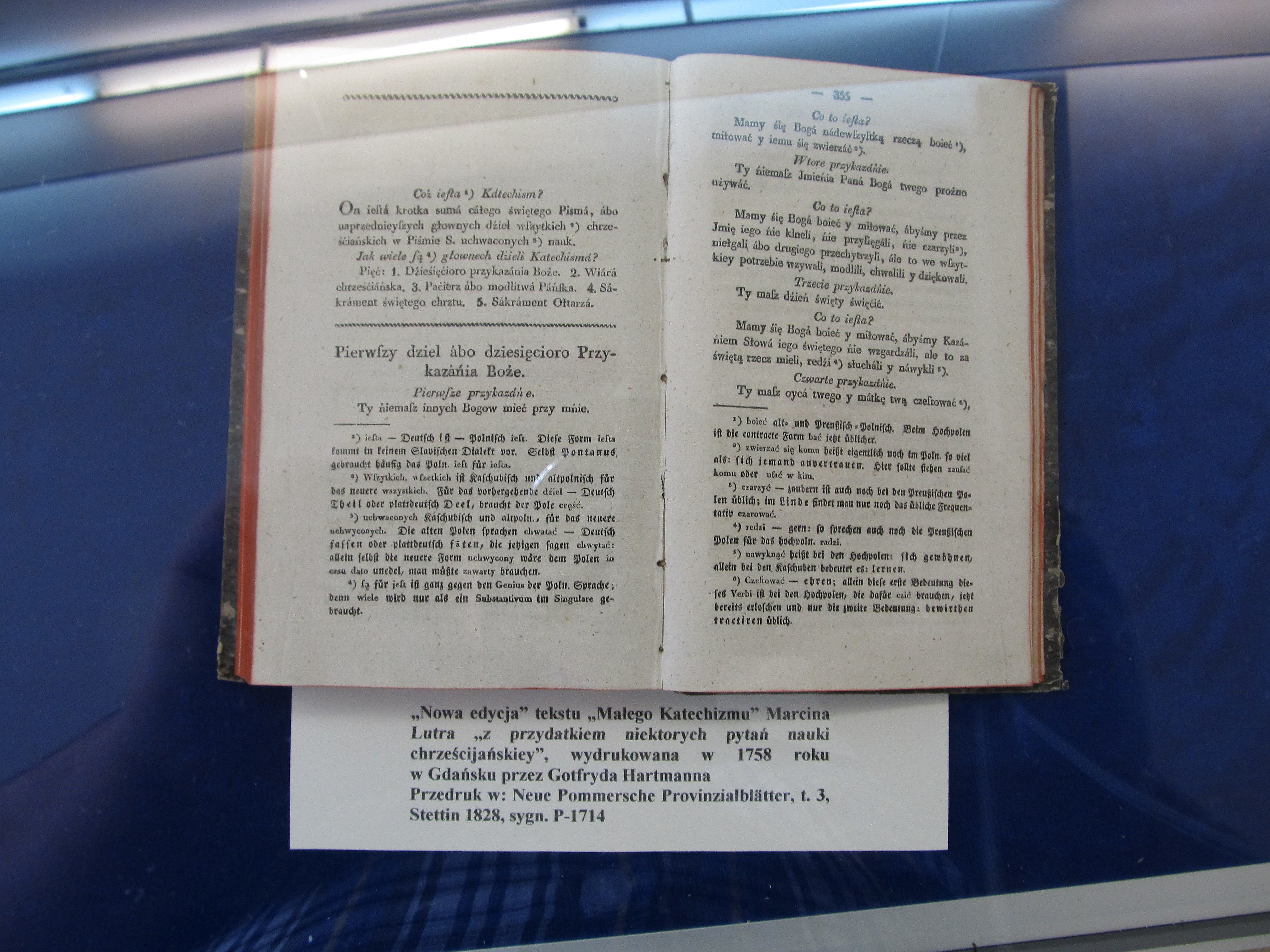
Text der „Neuen Edition“ der Übersetzung des „Kleinen Katechismus“ von Gottfried Hartmann, 1758. Abgedruckt in den „Neuen Pommerschen Provinzialblättern“ (Stettin 1828) mit deutschen Anmerkungen an den Wörtern, die vom Hochpolnischen abweichen. Die meisten markierten Wörter sind „Preußisch Polnische“ (Pomerellen-Polnische) Besonderheiten, nur die Wörter mit 2) und 3) auf der linken Seite kommen aus dem Kaschubischen.

Bis in die zweite Hälfte des 19. Jahrhunderts waren die slowinzischen und lebakaschubischen Dialekte, wie auch Kaschubisch keine etablierten Schriftsprachen. Im 15. Jahrhundert entstand in der zu Polen gehörenden Region Pommerellen eine Schriftsprache, die entgegen einem häufigen Irrtum nicht Kaschubisch war, sondern eine regionale Variante des Polnischen, durchsetzt mit einigen kaschubischen Wörtern. Diese Sprache wurde seither in der Region verwendet, teilweise auch neben Latein als amtliche Sprache. Nachdem sich seit den 1530er Jahren die evangelisch-lutherische Reformation in Pommern durchsetzte und lutheranische Pfarrer auch den slawischen Bewohnern im Osten das Evangelium vermitteln wollten, griffen sie, besonders Szimon Krofej (1545–90, Pfarrer in Dąbie/ Dampen, heute zur Gmina Bytów/ Gemeinde Bütow) und Michael Brüggemann (alias Pontanus/ Mostnik, 1583–1654, Pfarrer in Smołdzino/ Schmolsin), auf diese Sprache zur Übersetzung lutheranischer Werke und Liederbücher zurück, die sie auch erstmals drucken ließen. Sie wurde zur Sprache der Gottesdienste in den slawischen evangelischen Gemeinden im Osten Pommerns (in der römisch-katholischen Kirche hatte bis ins 20. Jahrhundert nur Latein diese Rolle). Franz Tetzner, der noch evangelische slowinzische Gottesdienste erlebte, beschrieb, dass die Gläubigen sie automatisch in ihren Dialekt übertrugen. Zur Erforschung des älteren Kaschubischen und Slowinzischen ist sie kaum geeignet, weil es eine Variante des Polnischen mit einigen kaschubischen Wörtern ist. Aufschlussreicher sind vereinzelte Randnotizen in einigen Kirchenbüchern oder Privatschriften, die versuchen, den eigenen Dialekt zu schreiben, sowie einige Volkslieder und vergleichsweise viele alte Sagen.
Erst seit dem 19. Jahrhundert, seit Florian Ceynowa 1843, wurde echtes Kaschubisch in einem an der polnischen Orthographie orientierten System geschrieben. Für das Slowinzische, das sich phonetisch deutlich unterschied, entwickelte Lorentz Anfang des 20. Jahrhunderts ein Schriftsystem mit Sonderbuchstaben aus anderen Sprachen und aus dem internationalen phonetischen Alphabet, das es erlaubte, die Aussprache der schon verschwindenden Sprache genau wiederzugeben.

## Geschichte

### Stellung des Slowinzischen unter den slawischen Sprachen südlich der Ostsee
Die seit dem 7. Jahrhundert an der Südküste der Ostsee (slaw. po more=„am Meer“) gesprochenen slawischen Dialekte bildeten nach heutiger Einschätzung der Slawistik ein fließend ineinander übergehendes Dialektkontinuum mit dem besser erforschten Drawänopolabischen, das bis ins 18. Jahrhundert im niedersächsischen Wendland gesprochen wurde, als westlichem Extrem und dem davon deutlich unterschiedlichen Kaschubischen ganz im Osten. Welche Ausdehnung und Abgrenzung in diesem Dialektkontinuum die ebenfalls aus Dialekten bestehende pomoranische Sprache des alten Stammesverbandes der Pomoranen bzw. Pommerns hatte, wird verschieden beantwortet und ist aufgrund fehlender Schriftzeugnisse, nur auf Basis (oft eingedeutschter) Namen schwierig festzulegen. Die slawischen Stammesverbände Vorpommerns (Ranen, Ukranen, Zirzipanen, Tollenser), die anfangs zu den auch über Mecklenburg und Teile Brandenburgs herrschenden Konföderationen der Wilzen, später teilweise der Lutizen gehörten, und deren Gebiete erst spät, im 12.–14. Jahrhundert, und unvollständig an das Herzogtum Pommern der Greifen-Dynastie fielen, sprachen für einige Autoren eher Dialekte der polabischen Sprache, während andere sie zum Pomoranischen zählen.
So umstritten wie die Westgrenze an der Trave oder erst an der unteren Oder, ist die Einteilung im Osten. Im weiteren Sinne wird Kaschubisch zum Pomoranischen als letzter erhaltener Dialekt gezählt, die Kaschubei gehörte zum Gebiet der Pomoranen. Im engeren Sinne ist Pomoranisch dagegen die frühere Sprache Hinterpommerns ohne Kaschubisch. Obwohl die Kaschubei später zum Pommerellen der Samboriden-Dynastie gehörte, nicht zum Pommern der Greifen, sind die Argumente für diese engere Unterteilung linguistisch. Besonders die charakteristische Lautverschiebung von l zu ł und auch r-->rz hat Kaschubisch mit Polnisch gemeinsam, fehlt aber im Pomoranischen im engeren Sinne.
Auf Basis dieser Einteilung werden die slowinzischen Dialekte gegenwärtig oft als östlichster Dialekt und letztes Relikt des Pomoranischen im engeren Sinne klassifiziert. Das ł fehlt hier vollständig, auch die Phonologie, besonders der Vokale, die Morphologie, die Akzentuierung und Lexik unterscheiden sich teilweise vom Kaschubischen und besonders deutlich vom Polnischen. Es gibt aber auch phonetische und lexikalische Gemeinsamkeiten mit niederkaschubischen Dialekten, die Slowinzisch zu einem kontrovers diskutierten östlichen Übergangsdialekt machen.
Welches Sprachgebiet die slowinzischen Dialekte anfangs einnahmen, ist schwer zu klären, einige Autoren geben die frühere Westgrenze bei Rügenwalde (Darłowo) und am Gollenberg (Góra Chełmska) bei Köslin (Koszalin) an. Im äußersten Osten Hinterpommerns, etwa dem späteren Kreis Lauenburg-Bütow, der lange Zeit zu Pomerellen gehört hatte, endgültig erst im 16. Jahrhundert an Pommern fiel, wurden dagegen schon eindeutig kaschubische Dialekte (lebakaschubische Mundarten des Niederkaschubischen, bei Bütow auch Mittelkaschubisch) gesprochen, die nicht zu den slowinzischen Dialekten gehörten.

### Von der Ostsiedlung bis zur Etablierung der Reformation 13./14.–16./17. Jahrhundert
Mit der hochmittelalterlichen Ostsiedlung zahlreicher deutschsprachiger Siedler in Dörfern und neu gegründeten Städten, verbreitete sich in Vorpommern und West-Hinterpommern bis etwa Kolberg die deutsche Sprache. Schon bis ins 15./16. Jahrhundert hatten hier auch die slawischen Altbewohner die (nieder-)deutsche Sprache übernommen. In den östlicheren Teilen Hinterpommerns siedelte sich dagegen bis ins 17. Jahrhundert wenig deutsche Landbevölkerung an, in der Region um Stolp fast keine, weshalb die Dorfbevölkerung mehrheitlich slawischsprachig blieb. Nur in Städten dominierte die deutsche Alltagssprache, in Stolp und Bütow existierten auch evangelische Kirchen mit slawischsprachigem Gottesdienst (Polnisch mit kaschubisch-slowinzischen Einflüssen), sie hatten also einen kaschubischen Anteil der Stadtbürgerschaft. Daneben übernahm der ursprünglich slawische Adel die deutsche Umgangssprache. Die sprachliche Verteilung im östlichen Hinterpommern ähnelte noch jener im an Polen angegliederten Pomerellen, wo zwar in Danzig und Umgebung die deutsche Sprache dominierte, die meiste Landbevölkerung aber Kaschubisch sprach (der Adel sprach hier Polnisch).

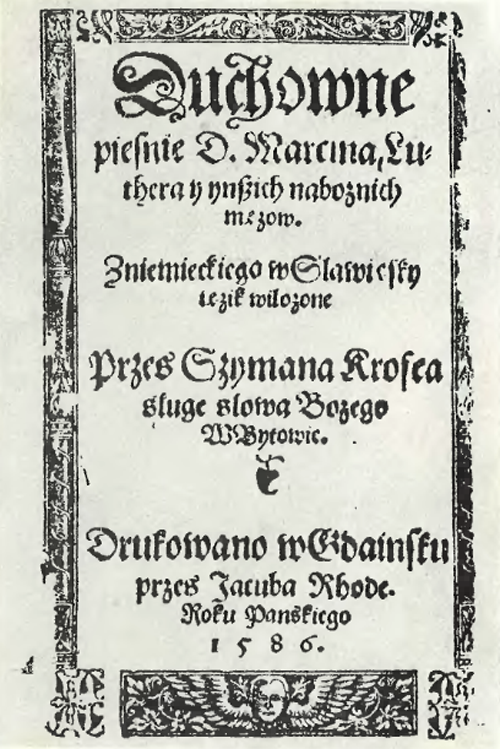
Titelseite des Drucks der übersetzten „Geistlichen Lieder“ (Duchownie piesnie), das älteste lutheranische Werk von Krofej 1586, die Slowinzen und Lebakaschuben nicht auf Pomerellen-Polnisch, sondern in ihren Dialekten sangen.

So war die sprachliche Verteilung noch, als die evangelisch-lutherische Reformation im östlichen Hinterpommern durchgesetzt wurde, in der Mehrheit der Bevölkerung nach der Mitte des 16. Jahrhunderts, und Reformatoren, wie Szimon Krofej (kaschubische Schreibung des Vornamens „Szimon“, polnisch „Szymon“) und Michael Brüggemann Gottesdienste in slawischer Sprache etablierten. Die evangelisch-lutherische Reformation in Pommern und die katholische Gegenreformation in Pomerellen Ende 16./ Anfang 17. Jahrhundert entfernten aber die katholischen Kaschuben in Pomerellen von den evangelischen Kaschuben bzw. Slowinzen in Pommern religiös und kulturell. Damit gehörten sie einer Konfession an, die sich im deutsch-slawischen Übergangsgebiet trotz aller Missions- und Übersetzungsbemühungen aufgrund der Sprache ihrer religiösen Schriften vorwiegend in deutschsprachigen Bevölkerungsgruppen ausbreitete. Polnische und tschechische Anhänger der Reformation neigten meistens zum Calvinismus, zu den Hussiten (Utraquisten, Böhmische Brüder) oder zum Antitrinitarismus (Polnische Brüder) und wurden mit der Gegenreformation oft wieder katholisch, slawischsprachige lutheranische Christen waren vergleichsweise seltener. Das langfristige Ergebnis dieser Entwicklung war, dass fast alle nur an deutschsprachigen Universitäten ausgebildete Pfarrer Deutsche waren, von denen zu wenige die polnische Kirchensprache und den gesprochenen Dialekt der Gemeinde hinreichend beherrschten. Wie mangelhaft das Sprachniveau oft war, zeigt das Beispiel der ausnahmsweise schriftlich erhaltenen Predigten des Pfarrers Anton Ziegler (Pfarrer in Zezenow/ Cecenowo 1837–84). Sie sind deshalb erhalten, weil sie sprachlich so gut waren, dass die Pfarrer der Nachbarkirchen die Manuskripte ebenfalls vorlesen wollten. Noch Jahrzehnte später berichteten ältere Lebakaschuben dem Forscher Franz Tetzner, „er sei der einzige gewesen, der wirklich verständlich kaschubisch gepredigt habe, man habe die Predigten seiner benachbarten Amtsgenossen nicht fassen können.“

### Rückgang des Slowinzischen und Lebakaschubischen 17.–19. Jahrhundert
Anders als die katholischen Kaschuben nahmen viele Slowinzen und Lebakschuben bereits ab Mitte des 17. bis in das 18. Jahrhundert die deutsche Sprache an, als der Gebrauch der kaschubischen Sprache durch Assimilation zurückgedrängt wurde. Besonders die Verwüstungen und Entvölkerungen des Dreißigjährigen Krieges, die Pommern schwer trafen und die Peuplierung, die (Wieder-)Besiedlung danach veränderte auch auf dem Land die Situation, wo die vollständig oder vorwiegend deutschsprachigen Dörfer jetzt die Mehrheit der Siedlungen ausmachten. Der evangelische Kirchenbezirk Ost-Hinterpommerns, die „Synode Stolp“ reagierte auf diese Veränderung, indem sie 1669 die zugehörigen Kirchspiele in einen circulus teutonicus (=„Deutscher Kreis“) mit Gottesdiensten in deutscher Sprache, vorwiegend westlich und südlich von Stolp, in einen circulus vandalicus („Wendischer Kreis“ oder „Kaschubischer Kreis“) mit Gottesdiensten in slawischer Sprache, meist nördlich und östlich von Stolp einteilte. Diese Einteilung wurde nicht lange beibehalten und über das 18. und 19. Jahrhundert in immer mehr Kirchgemeinden der slawischsprachige Gottesdienst immer seltener oder abgeschafft. 1896 fanden nur noch in den drei Kirchen in Selesener Klucken, Zemminer Klucken und (Schmolsiner) Klucken und in Czarnowski (poln. Żarnowska) südwestlich von Łeba slawischsprachige, neben deutschsprachigen Gottesdiensten statt. Die Ursachen dieses Rückgangs der Kirchensprache wurden in älterer polnischer und deutscher Literatur oft gegensätzlich dargestellt.
Einige ältere polnische und russische Autoren betrachten den Rückgang als Ergebnis einer langen nationalen Unterdrückung, einige ältere deutsche Autoren stellen ihn als Reaktion auf einen von selbst stattfindenden sprachlichen Verdrängungsprozess dar. Beide einseitigen Charakterisierungen werden einem über 300 Jahre währenden Assimilationsprozess in allen Details und Ursachen nicht gerecht. Aus dem 19. Jahrhundert, dem Zeitalter des Nationalismus, sind viele Beispiele überliefert, die belegen, dass die Umstellung der slawischen Gottesdienst- und Gemeindesprache nicht nur der Verdrängung der Sprache hinterherlief, sondern von einigen Pfarrern und Synodalbeamten der evangelischen Kirche auch aktiv vorangetrieben wurde. Bei der Germanisierung spielte nicht nur die Sprache der Kirchgemeinden und Gottesdienste eine Rolle, sondern auch die allein deutsche Schulsprache bei offizieller Schulpflicht – seit der zweiten Hälfte des 18. Jahrhunderts nahm das Grundschulsystem des Königreichs Preußen (im Gegensatz zum österreichischen) keine Rücksicht mehr auf Minderheitensprachen – und auch die deutsche Amtssprache. So wurde 1811 im Kreis Lauenburg die slawische Sprache zeitweilig „gesetzlich untersagt“. Spätestens seit Ende 18./ Anfang 19. Jahrhundert gab es eine staatliche Assimilationspolitik, die aber nicht (wie einige polnische Autoren voraussetzen) ins 17. und 16. Jahrhundert übertragen werden kann, wo sie nicht beschrieben wird. Daneben existierte ein weiterer Faktor, der schon vor dem 19. Jahrhundert Druck auf die Sprecher ausübte: der geringe soziolinguistische Status des Kaschubischen/Slowinzischen, das in der sehr hierarchischen Gesellschaft Hinterpommerns nur von einem Teil der Landbevölkerung gesprochen wurde, welche bis Anfang des 19. Jahrhunderts einer Form der Leibeigenschaft unterworfen war. Hilferding beschreibt ihn am Beispiel polnischer Adeliger in Westpreußen, die sich kaum vorstellen konnten, dass ihr akademischer Gast ausgerechnet die Kaschuben und das Kaschubische erforschen wollte oder eines pommerschen Junkers, der auf seinem Landgut den Gebrauch des Kaschubischen verbot, denn „es schien mir ein Schnattern.“. Das geringe Ansehen war gesamtgesellschaftlich, so erwähnt Tetzner einen alten Kaschuben, der bereit war, Volkslieder vorzutragen, „wenn's nicht verspottet wird“, was offensichtlich vorkam. Weil die pommerschen Slowinzen (und Lebakaschuben) im Gegensatz zu den katholischen Kaschuben oder den Sorben keine normierte Schriftsprache dagegen stellten und keine sprachliche, kulturelle, soziale oder politische Emanzipationsbewegung bildeten, begrüßten viele Angehörige der jüngeren Generation im 19. Jahrhundert die Germanisierung auch selbst. Während Ältere die Entwicklung oft bedauerten, ohne sie zu ändern, identifizierten sich die Nachkommen meist schon als nationale Deutsche und empfanden die Assimilation und Akkulturation als Integration in die Mehrheitsgesellschaft und sozialen Aufstieg. Neben politischen oder sozialen Druckfaktoren spielten auch alltägliche Begegnungen mit der deutschen Sprache eine Rolle, z. B. während der Dienste auf Handelsschiffen, die jüngere Männer aus den Fischerdörfern oft annahmen, oder während der siebenjährigen Wehrpflichtzeit, die zu den Koalitionskriegen in Preußen eingeführt wurde.

### Verschwinden im 20. Jahrhundert

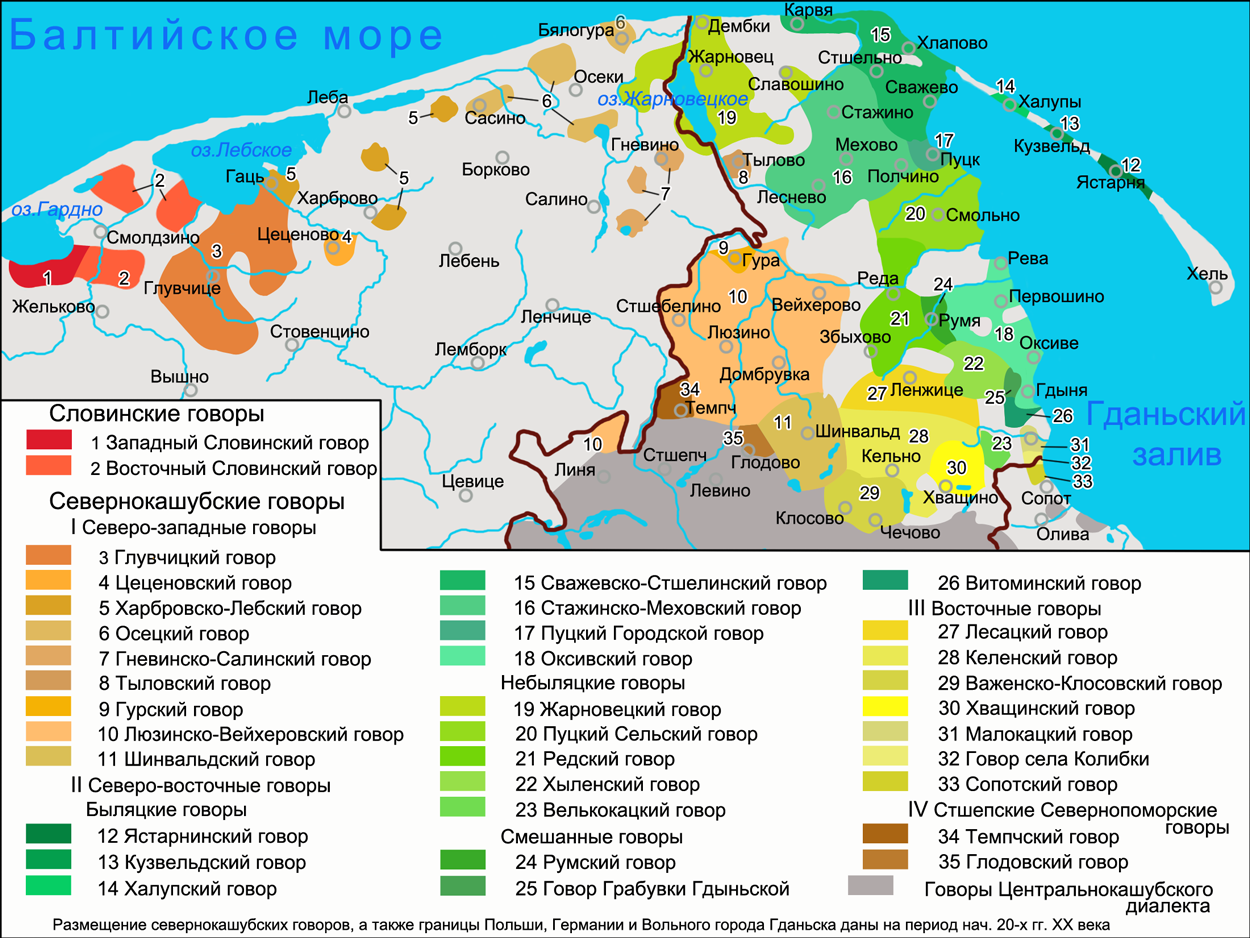
Karte slowinzischer und niederkaschubischer Sprachvarietäten Mitte 19. Jahrhundert nach Friedrich Lorentz (in russischer Sprache). 1= Westslowinzisch, 2=Ostslowinzisch, 3–35: niederkaschubische Varietäten, 1–7 in Pommern existieren nicht mehr, (3–4 sind kabatkisch-lebakaschubische Mundarten, 5–7 ossekisch-lebakaschubische Mundarten).

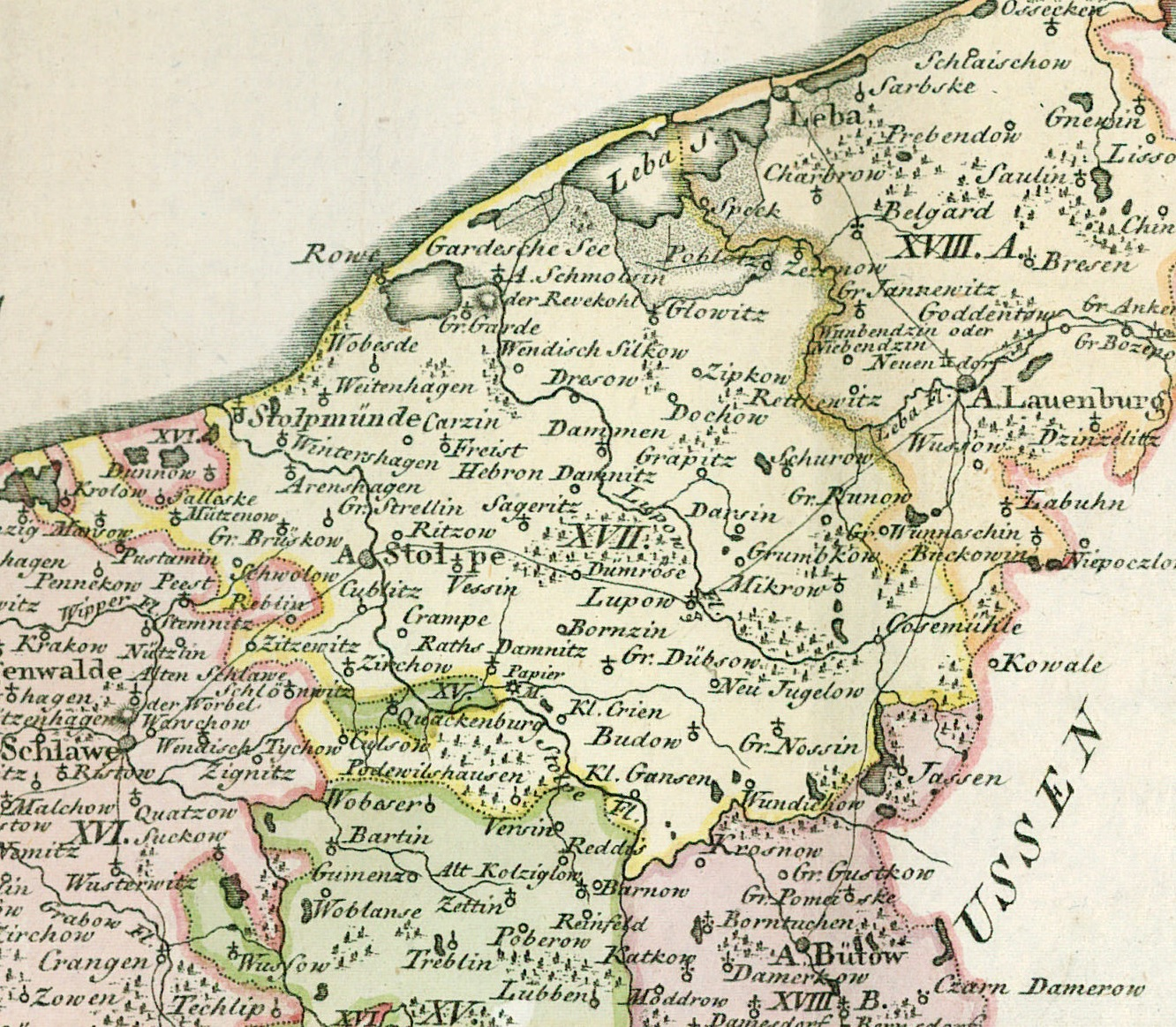
Die Landkreise Stolp und Lauenburg 1794. Moore und Sümpfe sind als gepunktete Flächen, Überschwemmungswälder in Auen und Feuchtflächen als Punktflächen mit Baumsymbolen eingezeichnet.

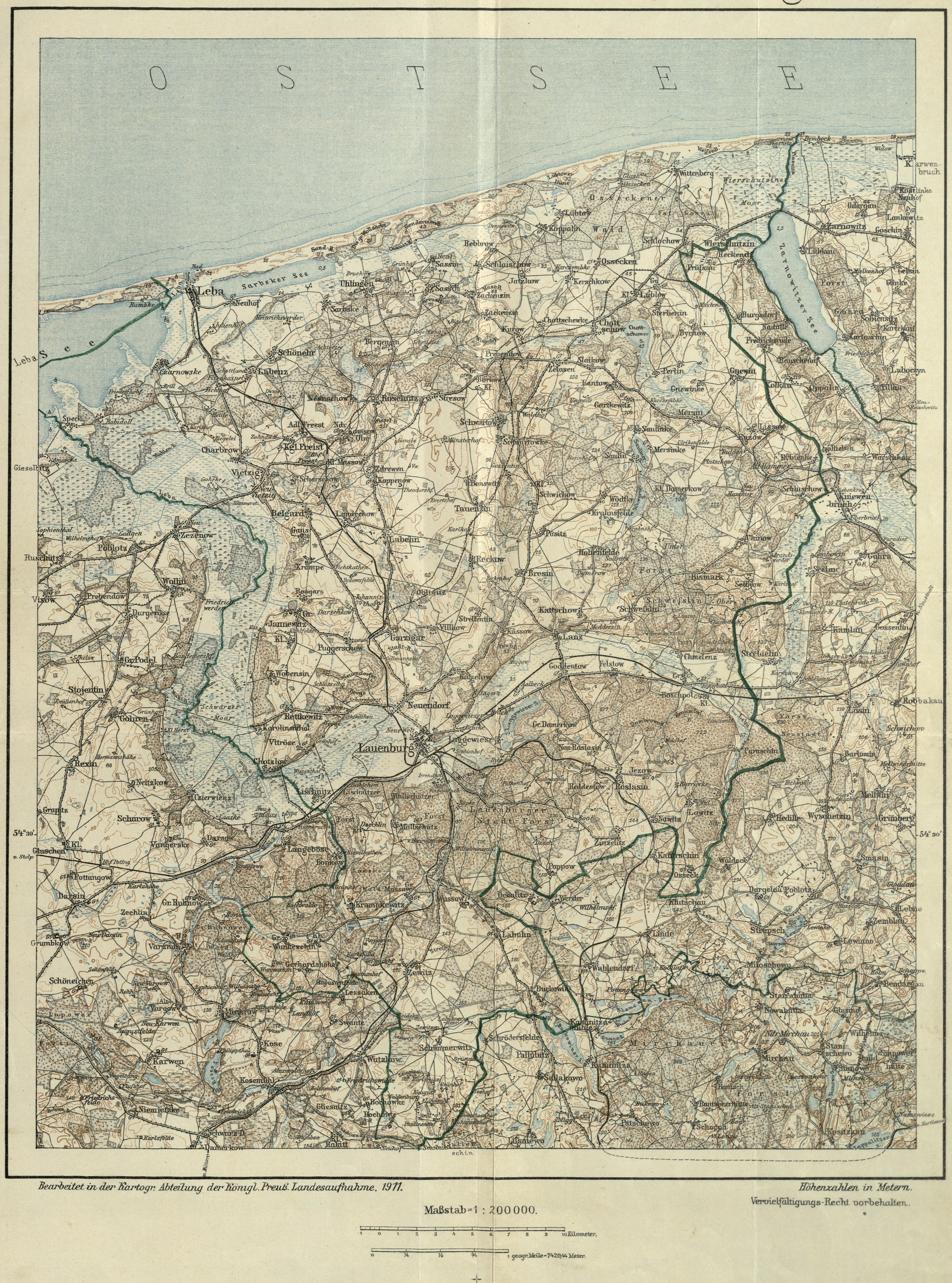
Karte des Kreises Lauenburg 1911: Gewässer, Sümpfe, Überschwemmungsmoräste und Moore in blau

Seit dem 19. Jahrhundert lagen die Rückzugsgebiete slawischer Alltagssprache in voneinander isolierten Regionen, die durch Küste, Dünen und Strandseen im Norden und mehrere Gürtel von Flussmorast-Auen, Sümpfen und Mooren im Süden und Osten von außen nur schwer, eher aus Südwesten zugänglich waren und die die Bewohner selbst „hinter dem Morast“ (kaschubisch za błotom, slowinzisch zå blʉ̀ɵ̯tɵm) nannten, wo nur einzelne deutschsprachige Orte bestanden und die erst Ende 18.–19. Jahrhundert durch befestigte Straßen, einer breiten Öffentlichkeit erst mit der Eröffnung der Bahnstrecke Lauenburg–Leba 1899 besser zugänglich wurden. Während der Volkszählung von 1858 wurden im östlichen Hinterpommern weniger als 450 Personen ermittelt, die sich selbst noch als Kaschuben bezeichneten (meistens katholische Kaschuben aus Westpreußen), während 4880 Personen (meist Slowinzen und Lebakaschuben) die kaschubische Sprache noch beherrschten. Hilferding schrieb 1864 noch, dass es zumindest in den Fischerdörfern am Garder See und Lebasee noch eine größere Anzahl Slowinzen gäbe, von denen einige „nicht gerade ältere“ Menschen auch kein Deutsch verstünden. Tetzner beschrieb im Jahr 1899, dass in den meisten Dörfern zu seiner Zeit nur noch ältere Menschen Slowinzisch berherrschten, lediglich Klucken/ Kluki mit seinen drei Siedlungen „aber noch als slowinzisches Dorf gelten können“ und Lorentz schrieb im Vorwort seines Slowinzischen Wörterbuchs 1908, dass seine schon älteren „Gewährsleute im gewöhnlichen Verkehr sich ohne Ausnahme nur der deutschen Sprache bedienten.“ Im Jahr 1913 schrieb der Linguist Mikołaj Rudnicki aus Posen, dass in den meisten Dörfern, in denen Lorentz über zehn Jahre zuvor die Mundarten noch dokumentierte, Slowinzisch inzwischen ausgestorben sei und auch in Klucken beherrschten nur noch die älteren, über 68-jährigen Slowinzisch perfekt, die über 40-jährigen sprächen es selten und oft fehlerhaft, die über 25-jährigen verstünden es nur noch passiv, ohne es sprechen zu können und die jüngste Generation beherrsche nur noch Deutsch. Wann genau der letzte voll kompetente Muttersprachler des Slowinzischen starb, ist nicht ganz geklärt, weil das slawische Erbe in der NS-Zeit aus ideologischen Gründen kollektiv verdrängt und bekämpft, deshalb nicht erforscht wurde. Einige Autoren vermuten, dass der Bewohner von Klucken, Otto Kirk (*ca. 1860, †nach 1945) der letzte Sprecher war, von dem erzählt wurde, dass er versuchte, mit den Anfang 1945 einmarschierenden Soldaten der Roten Armee slowinzisch zu reden, andere vermuten, dass es Heinrich Kaitschick aus Kluki (* 1877, † 1959) war. Es ist bei beiden aber unklar, wie gut ihre Sprachkenntnisse noch waren. Als polnische Linguisten in den 1950er Jahren Kluki zur Erforschung des Slowinzischen bereisten, fanden sie niemanden mehr, der die Sprache noch perfekt beherrschte und konnten noch weitere 90 slowinzische Ausdrücke und 140 Vokabeln für die Nachwelt erhalten.

### Nach dem Zweiten Weltkrieg
Als 1945/46 die Pommern, soweit sie nicht schon vor der Roten Armee geflohen waren, aufgrund der Bierut-Dekrete vertrieben wurden, waren die Dorfbewohner, deren Muttersprache die slowinzische Sprache war, grundsätzlich davon ausgenommen. Teilweise durften auch Personen bleiben, die selber kein Slowinzisch beherrschten, aber ihre slowinzische Herkunft nachweisen konnten. So wohnten in den 1950er Jahren noch zahlreiche, in den 1980er Jahren noch ein paar der Vorkriegsbewohner in der Gegend. Die älteren wohnten bis zum Lebensende in ihren Häusern, viele der jüngeren sind irgendwann ausgewandert.

### Erinnerung
Von der slawischen Herkunft der Slowinzen zeugten außer zahlreichen Flurnamen auch ein paar Wörter im früheren pommerschen Alltagsdeutsch.
Nach den Slowinzen ist der Slowinzische Nationalpark (Słowiński Park Narodowy) benannt. Bestandteil des Nationalparks ist das Freilichtmuseum Slowinzisches Dorf in Kluki (Klucken), in dem das Leben der Slowinzen dokumentiert ist. Die slowinzische Sprache ist heute verschwunden. Die Errichtung und Benennung des Nationalparks im Umfeld der Lebaer Sanddünen als auch die Errichtung des Freilichtmuseums Slowinzisches Dorf erfolgte nach der Angliederung Hinterpommerns an Polen 1945. Die Benennung nach den Slowinzen ist auch im Kontext polnischer Geschichtspolitik der 1960er Jahre zu betrachten. Mit der Erinnerung an eine westslawische Volksgruppe sollte der polnische Anspruch auf das 1945 fast ausschließlich von Deutschen bewohnte Hinterpommern historisch legitimiert werden (siehe Deutsche Ostgebiete). Ebenfalls im Nachkriegspolen wurde der Küstenabschnitt von Kołobrzeg (Kolberg) im Westen bis Karwia (Karwin) kurz östlich der früheren Grenze von Pommern nach Westpreußen als Slowinzische Küste benannt.

## Traditionen und Folklore

### Hausbautradition

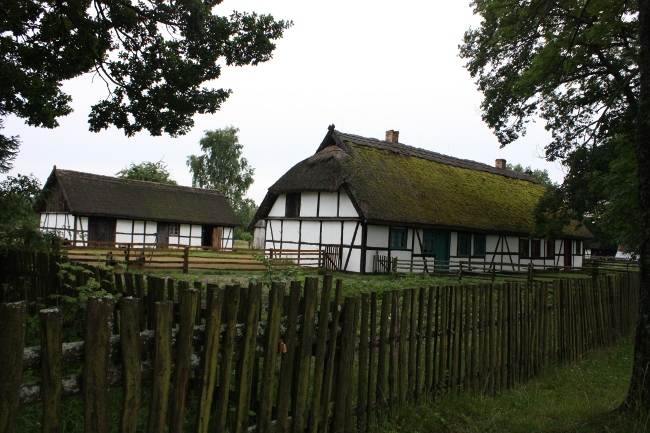
Slowinzische Fachwerkhäuser im Freilichtmuseum Kluki

Traditionelle Slowinzenhäuser waren fast immer schilfgedeckte Lehm-Fachwerkhäuser, die im Zeitalter nationaler Abgrenzung im 19. und 20. Jahrhundert gerade in polnisch-deutschen Übergangsgebieten oft nationalromantisch als „typisch deutsch“ empfunden wurden. Allerdings sind Hausbautraditionen seit der Zeit der slawischen Expansion im Frühmittelalter durch die gesamte Geschichte nicht zwangsweise ethnisch determiniert, sondern hingen wesentlich von klimatischen Notwendigkeiten, geomorphologisch verfügbaren Baumaterialien und hydrologischen Feuchtigkeitsbedingungen ab. Der ursprüngliche slawische Haustyp, der dem Kontinentalklima der Herkunftsregion am besten angepasst ist, waren Grubenhäuser in verzierter Blockhaus-Bauweise. Die notwendigen massiven, geraden Nadelbaumstämme wachsen in diesem Klima gut und haben die besten Isoliereigenschaften gegen sehr kalte Winter und heiße Sommer, was die im Winter leichter beheizbare und im Sommer kühlere Grubenarchitektur verstärkt. Im feuchten, maritimeren Klima Brandenburgs, Mecklenburgs, Pommerns, Ostholsteins und des Wendlands bauten die nördlichen Wenden wegen der milderen Winter dagegen keine Grubenhäuser mehr. Auch Blockhäuser wurden seltener, weil das Bauholz dafür hier nicht genügend wächst. Hier wurden Lehmhäuser häufiger, denn Lehm war in der feuchten, sumpfigen Landschaft leicht verfügbar und isoliert besser gegen Feuchtigkeit. In der schon sehr früh übernommenen Fachwerkbauweise waren sie auch leichter zu renovieren. Daneben traten besonders in Küstennähe Stabbohlenhäuser, die in Skandinavien typisch sind: tragende Holzstützen („Stäbe“) mit dazwischen vertikal oder horizontal eingefügten Holzbohlen als Wände (vgl. Stabkirche), die auch mit weniger massivem Bauholz gebaut werden können. Alle drei archäologisch erforschten Haustypen der nördlichen Wenden, Blockhaus, Stabbohlenhaus und Fachwerkhaus, sind beispielsweise im archäologischen Freilichtmuseum Ukranenland in Torgelow in archaischer Form nebeneinander ausgestellt. Auch in der katholischen Kaschubei sind alle drei Bautypen traditionell, zusätzlich das im Mittelalter seit der Backsteinromanik und Backsteingotik entwickelte und heute von Norddeutschland und den Niederlanden bis ins Baltikum häufige Backsteinhaus und sind auch alle im Kaschubischen Ethnographischen Park in Wdzydze Kiszewskie in weiter entwickelter Form zu sehen, den das mit Lorentz befreundete Kaschubologenpaar Gulgowski begründete. Im sumpfigen Slowinzengebiet „hinter dem Morast“, wie auch im Wendland, wurden Lehm-Fachwerkhäuser dagegen die absolut dominierende Hausbauform, die auch im Slowinzischen Freilichtmuseum Kluki fast ausschließlich vorkommt. Traditionelle Baustile sind somit nicht ethnisch vorgegeben, wie auch in Süddeutschland, besonders den Gebirgsgegenden, Holz- und Natursteinhäuser üblicher waren, oder die meist deutschen Bewohner der Sudetengebirge den Blockhausstil übernahmen, oder im lausitzisch-schlesisch-böhmischen Gebiet die Mischform Umgebindehaus entstand.

### Kleidungstradition/ Tracht des 18./19. Jahrhunderts

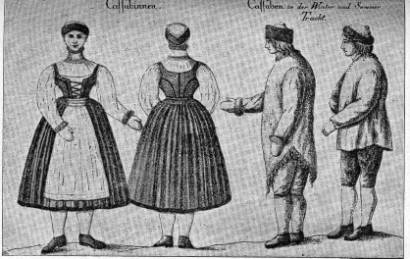
Kaschubische Tracht Anfang 19. Jahrhundert.

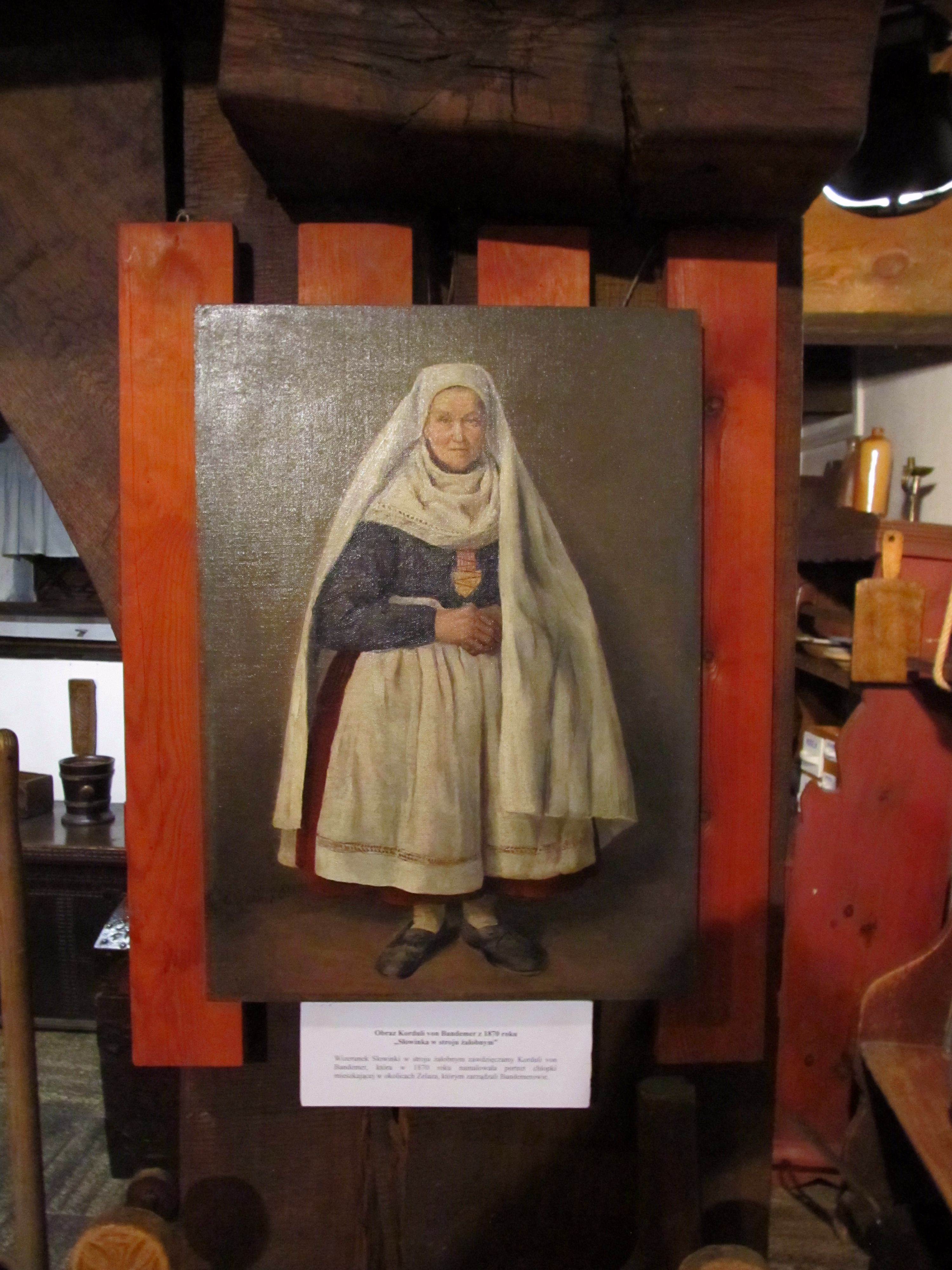
„Slowinzin in Trauerkleidung“, Gemälde aus den 1870er Jahren von Cordula von Bandemer im Mittelpommerschen Museum Słupsk. Die Trauerkleidung ist nach Angaben von Tetzner das weiße Tuch am Kopf über der Tracht verheirateter Frauen, das später auch als Leichentuch diente.

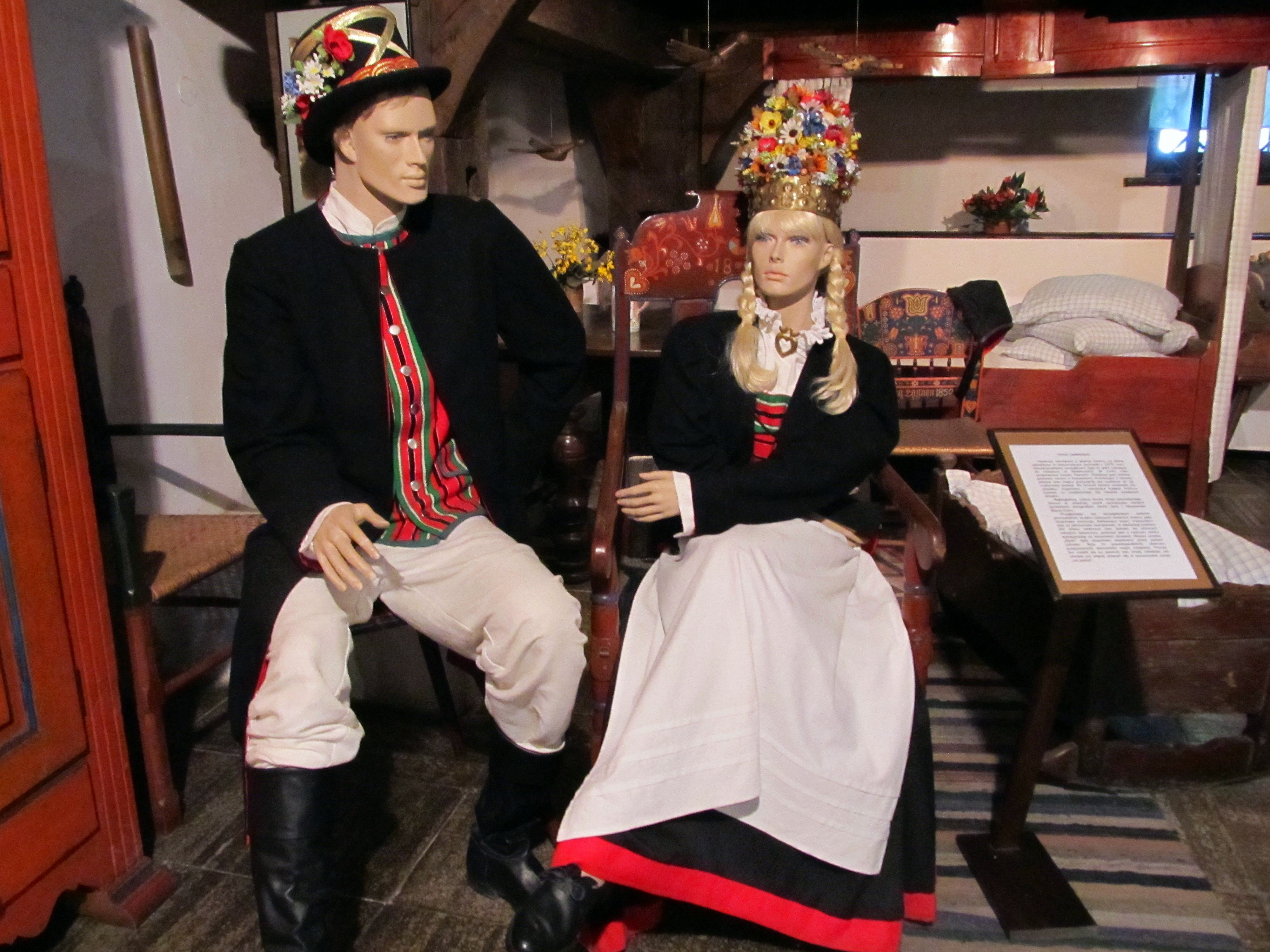
Slowinzische Tracht Anfang 19. Jahrhundert im Mittelpommerschen Museum Słupsk (Stolp)

Ende 18./Anfang 19. Jahrhundert hatten die Slowinzen und Lebakaschuben der Region Stolp, wie viele europäische Regionen, eine eigene Tracht der Landbevölkerung. Autoren und Öffentlichkeit des 19. Jahrhunderts überschätzten generell nationalromantisch das Alter dieser „Volkstrachten“ und damit auch, wie historisch charakteristisch sie sind. Im Mittelalter verwendeten die Menschen fast überall in Europa vielfältige, nach Berufsstand, Sozialstand, individuellem Stil, Einkommen und teilweise nach Mode differenzierte Kleidungen nebeneinander. Mit der Verbesserung des Lebensstandards ab dem 16. Jahrhundert bildeten sich regionale Kleidungsstile der Landbevölkerung heraus, die aber noch nach Vorliebe und Anlass vielfältig blieben. Die sehr einheitlichen regionalen Trachten im 19. Jahrhundert, die den Betrachtern fast wie ländliche Uniformen entgegentraten, waren erst Ergebnis des normierenden Zeitgeistes des 18./19. Jahrhunderts, damit nicht älter als hundert Jahre (siehe z. B. Artikel: Tracht (Kleidung)). Im Slowinzischen Freilichtmuseum Kluki ist jeweils eine slowinzische Männer- und Frauentracht vom Anfang des 19. Jahrhunderts und vom Ende 19./ Anfangs 20. Jahrhundert zu sehen, die sich voneinander deutlich unterscheiden, was zeigt, dass sich auch die slowinzische Tracht (entgegen den Angaben und Annahmen bei Franz Tetzner) in relativ kurzer Zeit weitgehend veränderte.
Die slowinzische/ Stolper Tracht hatte große Ähnlichkeit zur katholisch-kaschubischen Tracht in Westpreußen und bestand für Frauen aus Rock mit weißer Schürze (für verheiratete Frauen länger, mit Unterrock), Schnürmieder und Bluse und am Kopf für unverheiratete Frauen Blumenkränze oder nach hinten lang abfallende kappenartig gefaltete Tücher, für Verheiratete eine kurze Haube, für Männer dagegen ein schmaler Hut, oft mit seitlicher Krempe und Regenablauf vorn und hinten, mit Hemd, Weste, Mantelrock und Kniehose, im Sommer meist barfuß, im Winter dagegen mit Stiefeln und Mantel aus nach innen gedrehtem Schafspelz. Im Unterschied zu den bunten Trachten der katholischen Kaschuben, waren die slowinzischen Trachten um Stolp vorwiegend schwarz und weiß. Farbig, meistens rot, waren oft nur Weste und Schnürmieder und einzelne Applikationen, wie Stickmuster, Bommeln, Säume und Blumengestecke. Besonders die männlichen und verheiratet-weiblichen Kopfbedeckungen und die langen Röcke verheirateter Frauen waren Gemeinsamkeiten mit den Trachten deutschsprachiger Dörfer Hinterpommerns. Die Gemeinsamkeiten mit den Nachbarn zeigen, dass Trachten ursprünglich nicht der Abgrenzung dienten, sondern regional ineinander übergehende Stile selbst hergestellter Kleidung waren, die spät vereinheitlicht wurden.
Mit der Etablierung der kommerziellen Textilindustrie und des Textilhandels im 19. Jahrhundert verschwanden diese Trachten in den meisten europäischen Regionen wieder komplett aus dem Alltag. Ausnahmen bildeten einige schwer zugängliche oder konservative Regionen (meist im Gebirge) oder Gruppen und einige nationale Minderheiten (wie katholische Kaschuben oder Sorben), die sie bewusst als Teil ihrer Identität konservierten. Daneben verwenden sie nur noch einzelne Traditions- und Trachtenvereine. Weil beides mit der sprachlichen Germanisierung in Hinterpommern kaum existierte, verschwand auch die slowinzische/lebakaschubische Tracht der Stolper Region. Ende 18./ Anfang 19. Jahrhundert wurde sie als allgemeine Erscheinung noch zahlreich beschrieben, Tetzner konnte 1899 nur noch einzelne Relikte in Kleiderschränken alter Leute betrachten und nur in den Klucken vereinzelte alte Trägerinnen beobachten. Weil die Tracht zur Zeit ihres Verschwindens aber meist nur noch von älteren Menschen weiter getragen wurde, die Slowinzisch/Lebakaschubisch noch beherrschten, wurde sie von Zeitgenossen durchaus als Erkennungszeichen von Trägern der verschwindenden Sprache und Kultur empfunden.

### Feste und Bräuche
Wie alle Landbevölkerungen hatten auch die Slowinzen und Lebakaschuben eigene Festtraditionen und Bräuche, die auch nach der Germanisierung noch gepflegt wurden. Quellen aus dem 18. und bis zur Mitte des 19. Jahrhunderts beschreiben noch sehr urwüchsige, lebhafte Feiern mit exzessivem Spirituosengenuss, Freudenschüssen oder Messertänzen. Ausschweifende Bauernfeste waren bis zum 18. Jahrhundert in Mitteleuropa nicht außergewöhnlich, stießen aber besonders im 19. Jahrhundert häufig auf Kritik der Dorfpfarrer mit ihrer rigiden evangelischen Moral. Einige förderten auch deshalb die Germanisierung ihrer Gemeinden, um die Sprachbarriere zu beseitigen, damit die Gemeinden „deutsch sittsam“ würden.
Die wichtigsten Ereignisse und Feste des Lebenszyklus waren Schwangerschaft und Geburt, die Kindstaufe, die Begräbnisfeier und besonders die Hochzeit. Hochzeiten wurden in vielen Dörfern alle am selben Tag des Jahres gefeiert, um die Zahl der Gäste der kostspieligen Feier zu minimieren. Die Rituale zu diesen Festen wurden genau überliefert, sind aber ebenso wie die der christlichen Jahresfeste im mitteleuropäischen Vergleich nicht sehr außergewöhnlich oder exotisch.

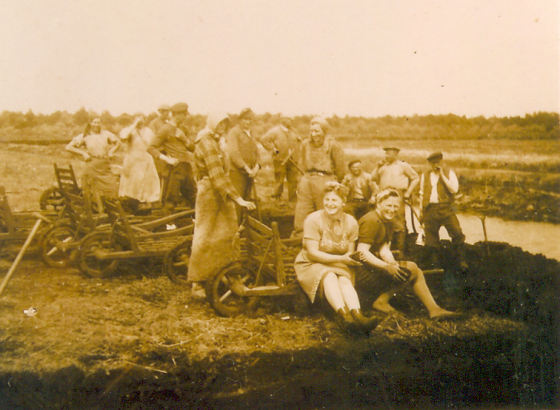
„Schwarze Hochzeit“ in den 1930er Jahren

Daneben gab es die Arbeitsfeste, oft sehr arbeitsintensive Ereignisse im Jahresablauf, die durch Festessen, Schnaps und Traditionen einen oft exzessiven Festcharakter bekamen. In den Fischerdörfern waren das der letzte große Fischzug im Spätherbst auf der Ostsee und das gemeinschaftliche Eisfischen im Winter mit Netzwinden auf dem Lebasee oder dem Garder See, bei dem es genaue Traditionen der Arbeitsteilung (12er-Teams jüngerer Fischer mit einem gewählten Kapitän und ältere Unterstützer) und der Aufteilung des Fangs (größere Fische gingen zerlegt in den Handel, kleinere wurden aufgeteilt) gab. In den Bauerndörfern war es besonders das Erntefest (slowinzisch: vjesìḙlė, kaschubisch und polnisch: wesele), meistens um das erste Wochenende im August, bei dem bis zu drei Nächte hintereinander gearbeitet und dabei viel gegessen und getrunken, danach oft ausschweifend gefeiert wurde. Dazu kam das als Fest gefeierte gemeinsame Torfstechen im beginnenden Frühjahr, um Brennmaterial für den nächsten Winter zu gewinnen, genannt čầrnɵ vjesìḙlė. Seine deutsche Übersetzung „Schwarze Hochzeit“ ist missverständlich, denn Hochzeitsrituale fanden nicht statt. Vielmehr bedeutet der Ausdruck vjesìḙlė/wesele (wie auch ukrainisch весілля wessilja und belarussisch вяселле wjassele) wörtlich übersetzt „fröhliche Zeit/fröhliches Fest“, ist aber hauptsächlich ein fester Begriff für die Hochzeitsfeier. Bei den Slowinzen (und Kaschuben) bezeichnet er aber daneben auch die beiden Erntefeste (Erntefest und Schwarze Hochzeit/Schwarzes Erntefest), die ähnlich wild wie die Hochzeit gefeiert wurden und deshalb gleichermaßen immer wieder von evangelischen Pastoren kritisiert wurden.
Ein sehr charakteristischer Brauch der slowinzischen und lebakaschubischen Dörfer war das Schimmelreiten am Heiligabend, dem Abend des 24. Dezember, an dem, wie überall in Mitteleuropa die Hauptfeier zu Weihnachten stattfand. Dazu kostümierten sich junge Männer als „Schimmelreiter“ (mit Kostüm, Besenstiel, Pferdekopf und weißem Laken) und einige andere als „Treiber“ und zogen von Haus zu Haus, wo sie an Heiligabend die Kinder mit Süßigkeiten belohnten oder mit der Rute drohten und dafür bewirtet wurden.
Dieser Brauch ist eine heute verschwundene pommersche Variante des in der katholischen Kaschubei und nordpolnischen Regionen (Großpolen, Kujawien, Ermland, Masuren) ebenfalls zu Heiligabend üblichen „Stern“-Rituals (polnisch Gwiazdor, kaschubisch Gwiôzdór oder Gwiôzdka), bei dem die belohnende und bestrafende Rolle von einem mit Maske oder Rußgesicht maskierten, mit Schaffell, Pelzmütze, Glocke, Sack und Stange kostümierten „Stern“ übernommen wird. Begleitet und unterstützt wird oder wurde er früher von weiteren Figuren, teils heidnisch-slawischer Herkunft (der widderköpfige Geist Turoń, der Klapperstorch, der in altslawischer Mythologie den Frühling, heute oft Babys bringt, Engel und Teufel–wahrscheinlich ursprünglich Bjelebog und Czornebog (slowinzisch: bjẩṷlï bốṷg und čẩrnï bốṷg), der gute „weiße Gott“ und der böse „schwarze Gott“ der slawischen Mythologie, der Schornsteinfeger, der symbolisierte Tod), früher auch von Fabeltieren (Ziege, Bär, Pferd), teils von christlichen Figuren (Herodes, St. Josef, in jüngerer Zeit auch das Christkind, die Heiligen Drei Könige und St. Nikolaus) und Personifikationen aus der neuzeitlichen Lebensumwelt (Musikant, personifizierter Soldat, alte Frau/Gabenbringerin, alter Mann, früher personifizierter Edelmann, Jude, Preuße, „Zigeuner“, Türke usw.). Einige dieser Figuren werden auch in Beschreibungen des Schimmelreiter-Brauchs erwähnt oder sind auf den Abbildungen zu sehen, was neben dem gemeinsamen Datum die Zusammenhänge aufzeigt. Das Gwiazdor-/Gwiôzdka- Ritual hat in jüngerer Zeit durch die Integration des Nikolaus viele Elemente von Nikolaus-, Knecht-Ruprecht- und Weihnachtsmann-Bräuchen aus anderen Regionen übernommen, oder (wenn es von Kindern gespielt wird, die nicht erziehen oder die Heiligen Drei Könige vorkommen) viele Elemente des Sternsinger-Brauchs übernommen, das in Südpolen meistens am Neujahrstag (teilweise mit ähnlichen Helfer-Figuren) gespielt wird, es ist aber älterer, heidnisch-slawischer Herkunft. Allerdings kam außerhalb Hinterpommerns der „Schimmelreiter“ gewöhnlich nicht vor, spielte insbesondere nicht die Hauptrolle des Brauchs oder führte das Ritual erst recht nicht ohne Begleitung anderer Figuren durch, wie viele Beschreibungen erkennen lassen.
Das Motiv des „Schimmelreiters“ steht in Zusammenhang zu der niederkaschubisch-slowinzischen Sage des „Schimmelreiters“, einem geisterhaften Deichgrafen, der in stürmischen Nächten, besonders im Winter, auf einem Schimmel reitend die Stabilität der Deiche gegen die Sturmflut überprüft. In einigen Varianten wird diese Sagengestalt mit einem Mitglied des Adelshauses Krockow verbunden, der Ende 17./Anfang 18. Jahrhundert lebte und wahrscheinlich das historische Vorbild der Sagengestalt war. Es gibt gute Gründe für die Annahme, dass das Grundmotiv der im deutschen Sprachraum bekannten Novelle „Der Schimmelreiter“, die in Nordfriesland spielt, vom Autor Theodor Storm nicht aus seiner schleswig-holsteinischen Heimat, sondern indirekt (über den Hamburger Nachdruck einer zuvor in Danzig veröffentlichten Geschichte) aus dem niederkaschubisch-slowinzischen Sagenmotiv des Schimmelreiters entnommen wurde.